# 세리프
세리프(serif)는 타이포그래피에서 글자와 기호를 이루는 획의 일부 끝이 돌출된 형태를 가리킨다.
세리프가 있는 글꼴은 세리프체(serif typeface, serifed typeface)라 하며, 세리프가 없는 글꼴은 산세리프체(sans-serif, 여기서 sans는 프랑스어로 "없음"을 뜻한다.)로 부른다.
세리프체는 서적과 신문과 같은 전통적인 인쇄물에 널리 쓰인다. 수많은 잡지들은 산세리프체를 이용하는데, 세리프가 없어서 가독성에 미치는 영향에 관계 없이, 일부 편집자들은 산세리프체가 "더 깨끗하다"고 언급한다.

## 양식 분류

### 구체 세리프

구체(old style) 세리프는 1465년으로 거슬러 올라가며, 사선 강조와 더불어 굵고 가는 선들 간에 약간의 차이가 있으며 뛰어난 가독성을 자랑한다.

### 과도기적 세리프

과도기적 세리프(transitional serif) 또는 바로크 세리프(baroque serif)는 18세기 중순에 등장하였다.

### 모던 세리프

모던 세리프(modern serif) 또는 디돈 세리프(didone serif)는 18세기 말에 처음 등장하였다.

### 슬랩 세리프

슬랩 세리프(slab serif) 또는 이집트체(Egyptian)는 굵은 사각 형태의 모습을 보이며, 가끔 고정폭을 지니기도 한다.

## 특이한 세리프
볼 단자(Ball terminal)는 세리프의 형태가  둥그런 형태의 마무리이다.

## 같이 보기
- 산세리프
- 명조체